# Битва при Мосуле (1745)
Битва при Мосуле — сражение между османскими и персидскими войсками в районе города Мосул в Северной Месопотамии во время Турецко-персидской войны (1743—1746). Получив известия, что две османские армии с запада приближаются к границам Персии, Надир-шах также разделил свои войска на две части: первую армию получил под свое командование сын шаха Насролла-мирза, ставший известный после победы при Карнале, во главе второй встал сам Надир-шах. Насролла-мирза во главе войска выдвинулся на юго-запад, рассчитывая отыскать и уничтожить вражескую армию.

## Битва
Османские войска вступили в эялет Мосул, где к ним присоединились местные турецкие ополчения, а также курдские отряды. Тем не менее, персидская армия в последовавшем сражении полностью разгромила турок. Разгром был настолько полным, что Насролла-мирза написал отцу, прося разрешения на полноценное вторжение в османский Ирак. Письмо пришло Надир-шаху в последний день битвы при Карсе, в которой шах добился уверенной победы над турецкими войсками Еген-паши.

## Последствия
Военные поражения вынудили турок начать переговоры о мире, при неблагоприятных обстоятельствах. Две их армии были разгромлены, и турки потеряли всякие возможности военного давления на Персию. Однако Надир-шах все-таки не решился начать вторжение в Османскую империю и пошел на дипломатическое урегулирование конфликта. После обмена посольствами стороны заключили мир в Кердене, который и ознаменовал окончание войны.